# Lentillac-Saint-Blaise
Lentillac-Saint-Blaise är en kommun i departementet Lot i regionen Occitanien i södra Frankrike. Kommunen ligger i kantonen Figeac-Est som tillhör arrondissementet Figeac. År 2022 hade Lentillac-Saint-Blaise 191 invånare.

## Befolkningsutveckling
Antalet invånare i kommunen Lentillac-Saint-Blaise
| Referens: INSEE |